# 焦刘洋
焦刘洋（1991年8月6日—），黑龙江哈尔滨人，中国女子游泳队蝶泳运动员，解放军代表队运动员，正团级，2008年加入中国共产党。焦刘洋在2008年奥运会上获得了女子200米蝶泳银牌，與劉子歌雙雙打破該項目世界紀錄。2012年奥运会上获得了女子200米蝶泳金牌，并打破奥运会纪录。
2012年8月14日，中共中央组织部确认焦刘洋为中国共产党第十八次全国代表大会代表，她亦是十八大代表中年龄最小的。
2015年，焦刘洋自中国国家队退役，回到解放军部队负责训练专业游泳队和水上救生队。2020年，焦刘洋从部队转业，任中山大学体育部副教授。